# Lepidotrichilia ambrensis
Lepidotrichilia ambrensis är en tvåhjärtbladig växtart som beskrevs av J.-f. Leroy. Lepidotrichilia ambrensis ingår i släktet Lepidotrichilia och familjen Meliaceae. Inga underarter finns listade i Catalogue of Life.